# Marion Delorme (Ponchielli)
Marion Delorme es la última ópera del compositor Amilcare Ponchielli, con libreto de Enrico Golisciani, basado en el drama homónimo de Victor Hugo. Se estrenó en el Teatro alla Scala de Milán el 17 de marzo de 1885 con un reparto de excepción: Romilda Pantaleoni en el papel de Marion, Francesco Tamagno en el de Didier y la dirección de orquesta de Franco Faccio. 
La ópera tuvo buen éxito de público pero recibió críticas prevalentemente negativas. Ponchielli en consecuencia decidió cortar algunos episodios y reescribió otros, modificando en algunos puntos la dramaturgia.